# Roberto Sánchez Palomino
Pour les articles homonymes, voir Sánchez.
Roberto Helbert Sánchez Palomino, né à Huaral le 3 février 1969, est un psychologue et homme politique péruvien.

## Biographie
Il a étudié la psychologie à l'Université nationale principale de San Marcos.
En 2020, il était directeur du développement social de la municipalité provinciale de Huaral.

## Parcours politique
Lors des élections de 2006, il se présente au Congrès pour l' Accord de décentralisation de Lima, mais il n'est pas élu, obtenant seulement 1 259 voix. Il est aussi candidat lors des élections municipales de 2006 à la mairie de Huaral pour le Parti humaniste péruvien, mais il n'est pas élu.
Il a été membre du Parti Humaniste  Péruvien (es), avant de devenir président de la coalition Ensemble pour le Pérou en 2017.
Lors des élections législatives de 2021 , il est élu membre du Congrès pour Ensemble pour le Pérou, avec 29 827 voix, pour la période parlementaire entre 2021 et 2026.
Le 29 juillet 2021, il est nommé ministre du Commerce extérieur et du Tourisme dans le gouvernement de Pedro Castillo.